# Баче
Баче (пол. Bacze) — село в Польщі, у гміні Опіноґура-Ґурна Цехановського повіту Мазовецького воєводства.
Населення — 95 осіб (2011).
У 1975-1998 роках село належало до Цехановського воєводства.

## Демографія
Демографічна структура станом на 31 березня 2011 року:
|          | Загалом | Допрацездатний вік | Працездатний вік | Постпрацездатний вік |
| -------- | ------- | ------------------ | ---------------- | -------------------- |
| Чоловіки | 47      | 11                 | 32               | 4                    |
| Жінки    | 48      | 8                  | 29               | 11                   |
| Разом    | 95      | 19                 | 61               | 15                   |